# Marcela Agudelo
Marcela Agudelo Moya (Buenos Aires, Argentina, 12 de octubre de 1965) es una actriz de cine y televisión colombo-argentina, nacida en Buenos Aires, Argentina, y radicada desde muy joven en Cali, Colombia. Agudelo debutó en el cine en la película Visa USA en 1986, y a partir de entonces ha hecho parte de una gran cantidad de producciones en cine y televisión en Colombia y a nivel internacional.

## Carrera

### Inicios
Agudelo nació en Buenos Aires, Argentina. Vivió en ese país hasta cumplir los 15 años. A esa edad se trasladó a la ciudad de Cali en Colombia. En ese país empezó su carrera como actriz, específicamente en la telenovela Gallito Ramírez interpretando a Leslie Restrepo en un papel menor. 

### Popularidad
En 1986 tuvo su primera oportunidad de protagonizar en cine al conformar el reparto de Visa USA, película cómica dirigida por Lisandro Duque Naranjo y protagonizada por Agudelo junto al actor Armando Gutiérrez. Tres años después fue incluida en el reparto de la telenovela Loca Pasión, una vez más junto a Carlos Vives, con quien había compartido elenco en Gallito Ramírez.
En la década de 1990 la actriz apareció en varias producciones de televisión como Victoria, Pecado santo y Mascarada (1995), Perfume de agonía (1997) y El fiscal (1999). También tuvo participaciones en producciones cinematográficas como Edipo alcalde en 1996, donde fue dirigida por Jorge Alí Triana y actuó junto al cubano Jorge Perugorría.
En la década de 2000 integró el elenco de una gran cantidad de producciones televisivas, de las que destacan Brujeres (2000), La costeña y el cachaco (2003), Mujeres asesinas (2007), La dama de Troya (2008) y la serie Floricienta (2006), basada en la producción argentina del mismo nombre. En 2010 encarnó a María Teresa Ramos de Sabaraín en la producción colombiana La Pola, basada en la vida de la heroína Policarpa Salavarrieta. Ese mismo año apareció en la producción colombo-española Karabudjan y en la serie sobre narcotráfico El cartel 2 - La guerra total. Integró el elenco de la serie Fugitivos en 2014 e interpretó a Pau Formel en Tarde lo conocí, telenovela basada en la vida de la cantante vallenata cartagenera Patricia Teherán.

## Filmografía

### Televisión
| Año       | Título                                            | Personaje                          | Cadena             |
| --------- | ------------------------------------------------- | ---------------------------------- | ------------------ |
| 1986      | Oro                                               |                                    | Cadena Uno         |
| 1986-1987 | Gallito Ramírez                                   | Leslie Restrepo                    | Cadena Uno         |
| 1989      | LP Loca pasión                                    | Valentina                          | Cadena Uno         |
| 1991      | Castigo Divino                                    | Matilde                            | Cadena Uno         |
| 1992      | Si mañana estoy viva                              | Mariana López                      | Cadena Uno         |
| 1992      | Los motivos de Lola                               |                                    | Cadena Uno         |
| 1995      | Victoria                                          | Silvia                             | Canal A            |
| 1995      | Pecado Santo                                      | Emelina                            | Cadena Uno         |
| 1996      | Pa' machos                                        | Susana                             | Canal A            |
| 1996-1997 | Mascarada                                         | Camila Carvajal                    | Cadena Uno         |
| 1997-1998 | Perfume de agonía                                 | Mariela                            | Canal A            |
| 1999      | El Fiscal                                         | Lina Castillo                      | Canal RCN          |
| 2000      | Brujeres                                          | Rosario "Sayo"                     | Canal RCN          |
| 2003-2004 | La Costeña y el Cachaco                           | Martha                             | Canal RCN          |
| 2006-2007 | Floricienta                                       | María Laura "Malala" Torres-Oviedo | Canal RCN          |
| 2007      | Mujeres asesinas                                  |                                    | Canal RCN          |
| 2008      | Cámara Café                                       | Victoria                           | Caracol Televisión |
| 2008      | Tiempo Final                                      | Leticia                            | Fox Premium        |
| 2008-2009 | La Dama de Troya                                  | Susana De Fontalvo                 | Canal RCN          |
| 2010      | Karabudjan                                        | Mónica                             | Antena 3           |
| 2010      | El cartel 2                                       | Aracely                            | Caracol Televisión |
| 2010-2011 | La Pola                                           | María Teresa de Sabaraín           | Canal RCN          |
| 2013      | Amo de casa                                       | Rebeca                             | Canal RCN          |
| 2013      | La Hipocondriaca                                  | Marcela Bufano                     | Caracol Televisión |
| 2014      | Los años maravillosos                             | Clemencia de González              | Caracol Televisión |
| 2014      | Fugitivos                                         | Patricia Rodríguez                 | Caracol Televisión |
| 2016      | Azúcar                                            | Susana Madriñán de Becerra         | Canal RCN          |
| 2016      | La ley del corazón                                | Margarita Estefan                  | Canal RCN          |
| 2017      | Venganza                                          | Cecilia Peláez                     | Canal RCN          |
| 2017-2018 | Tarde lo conocí                                   | Paulina Formel                     | Caracol Televisión |
| 2017-2018 | Hermanos y hermanas                               | Sofía Vásquez                      | Canal RCN          |
| 2019      | Reportera X                                       | Luciana Mariño / Isabelita         | Canal Trece        |
| 2019      | Historia de un crimen: Colmenares                 | María del Pilar Cárdenas           | Netflix            |
| 2022      | Juanpis González: la serie                        | María Cristina Pombo               | Netflix            |
| 2022      | Arelys Henao, canto para no llorar                | Luisa                              | Caracol Televisión |
| 2022      | Reportera Y: Tras los rastros del profesor Preuss | Lina                               | Canal Trece        |
| 2023-2024 | La influencer                                     | Teresa López de Matallana          | Netflix            |
| 2024      | Devuélveme la vida                                | Magola Azcárate                    | Caracol Televisión |
| 2025      | Nuevo rico, nuevo pobre                           | Antonia Mancera Viuda de Ferreira  | Caracol Televisión |
| 2025      | La venganza de Analía 2                           | Elvira de Ortega                   | Caracol Televisión |

### Cine
| Año  | Título        | Personaje   |
| ---- | ------------- | ----------- |
| 1985 | Aquel 19      | Rosa        |
| 1986 | Visa USA      | Patricia    |
| 1996 | Edipo Alcalde | Guerrillera |
| 2006 | Heridas       | Alejandra   |
| 2024 | Golán         | Inés        |